# 3 (szám)
A 3 (három) (római számmal: III) a 2 és 4 között található természetes szám, s egyben számjegy is. A számjegy ASCII kódja: 51, vagy 0x0033.

## A szám a matematikában
A tízes számrendszerbeli 3-as a kettes számrendszerben 11, a nyolcas számrendszerben 3, a tizenhatos számrendszerben 3 alakban írható fel.
A 3 páratlan szám, prímszám.
Kanonikus alakban a 31 szorzattal, normálalakban a 3 · 100 szorzattal írható fel. Két osztója van a természetes számok halmazán, ezek növekvő sorrendben: 1 és 3.
Egyetlen szám, a 4 valódiosztó-összegeként áll elő.
Háromszögszám.
A három a legkisebb Fermat-prím {\displaystyle \left(2^{2^{0}}+1\right)}, a legkisebb Mersenne-prím ({\displaystyle 2^{2}-1}), a második legkisebb Sophie Germain-prím. A három a második legkisebb Mersenne-prímkitevő.
Wagstaff-prím – (2ⁿ+1)/3 alakú prím, ahol n prímszám.
Proth-prím, azaz k · 2ⁿ + 1 alakú prímszám.
A három a legkisebb szerencsés prímszám, a legkisebb faktoriálisprím ({\displaystyle 2!+1}).
A három az egyetlen olyan prímszám, amely 1-gyel kisebb egy pozitív egész szám négyzeténél, mivel az összes ilyen, négyzetszámnál eggyel kisebb szám a négyzetszám négyzetgyökénél eggyel kisebb, illetve eggyel nagyobb szám szorzataként áll elő.
Erősen bővelkedő szám, tehát osztóinak összege nagyobb, mint bármely nála kisebb pozitív egész szám osztóinak összege.
Triviálisan szigorúan nem palindrom szám.
Három, nem egy egyenesre illeszkedő pont síkot és kört határoz meg. A három a Fibonacci-számok sorában a negyedik. A három a negyedik a nyílt meandrikus számok sorában. Azoknak közönséges törteknek, amelyeknek nevezőjében a 3 áll, tizedestörtalakjukban ugyanaz a számjegy ismétlődik a végtelenségig (,000…, ,333…, ,666…). Egy természetes szám pontosan akkor osztható hárommal, ha tízes számrendszerben a számjegyeinek összege is osztható hárommal. Éppen ezért, bármely hárommal osztható szám számjegyeinek összes permutációja osztható hárommal. A három az egyetlen egész szám e és π között.

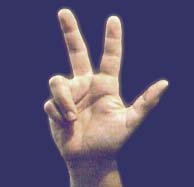
A hármas szám jelbeszéddel.

## A kémiában
- A periódusos rendszer 3. eleme a lítium.

## A vallásban
- A kereszténységben: Szentháromság jelképe.
- A keresztény hagyományban: háromkirályok

## Ábrázolása
A három gyakran a legnagyobb olyan szám, amelyet annyi vonallal írnak le, mint amekkora értéket maga a szám képvisel. A rómaiak megunták a négyet IIII-ként leírni[forrás?], ám a hármat mind a mai napig három (függőleges ill. vízszintes) vonallal jelölik (III) a latin és a kínai nyelvben.

## Az irodalomban
- Agatha Christie: A harmadik lány
- Agatha Christie: Három vak egér
- Alexandre Dumas: A három testőr
- Anton Pavlovics Csehov: Három nővér
- Jerome K. Jerome: Három ember egy csónakban
- Jókai Mór: A három márványfej
- Jules Verne: Három orosz és három angol kalandjai
- Julie Buxbaum: Három dolgot mondj
- Erich Kästner: Három ember a hóban
- Rejtő Jenő: A három testőr Afrikában

## A zenében
- Három a kislány (németül Das Dreimäderlhaus) romantikus daljáték